# Nephodia chiapensis
Nephodia chiapensis là một loài bướm đêm trong họ Geometridae.